# Friedrich Franz Bolle
Friedrich Franz August Albrecht Bolle (* 13. August 1905 in Potsdam; † 1999) war ein deutscher Botaniker. Sein offizielles botanisches Autorenkürzel lautet „F.Bolle“.
Nach der Promotion an der Universitat zu Berlin widmete sich Bolle bei der Preußischen Akademie der Wissenschaften hauptsächlich dem Pflanzenschutz.

## Werke
- Eine Übersicht über die Gattung Geum L. und die ihr nahestehenden Gattungen. Dahlem bei Berlin 1933 (Repertorium specierum novarum regni vegetabilis, Beihefte 72) (= Dissertation).
- Resedaceae. 1936.
- Theorie der Blattstellung. 1939.
- Theorie der Blütenbände. 1940.